# مسيحي برشتنا
مسيحي برشتنا (يٌعرف في اللغة التركية العثمانية باسم المسيح بريشتينا) هو أحد أشهر الشعراء العثمانيين في أواخر القرن الخامس عشر وأوائل القرن السادس عشر خلال عهد بايزيد الثاني ويعتبر أحد أقدم الشعراء الألبان.

## حياته وعمله
ولد في بريشتينا في الإمبراطورية العثمانية (كوسوفو حاليًا) ربما حوالي عام 1470. كان ألبانيًا انتقل إلى إسطنبول في سن مبكرة وعاش هناك حتى وفاته حوالي عام 1512.
أصبح مسيحى طالبًا في العلوم الدينية أو المدرسة وسرعان ما برز خطاطًا. واستطاع أن يحصل على دعم الصدر الأعظم علي باشا، وأصبح أمين ديوانه، الذي كان لديه الكثير من الأسباب للانزعاج من مسيحي. يُشار إلى مسيحى على أنه شخص غير منضبط، ويسعى وراء حياة موجهة نحو المتعة، وغير واعٍ بواجباته الرسمية. يُقال إن الوزير، من أصل ألباني، أطلق عليه لقب "عربي الشارع" أو "صبي الشارع". ومع ذلك، ظل مسيحى في منصبه حتى وفاة خادم باشا في عام 1511 أثناء ثورة شاه قلي . وقد ألف مسيحى رثاءً عميقًا لوفاة الوزير. حاول الحصول على حماية مسؤولين آخرين ذوي رتبة عالية. وفقًا لعاشق جلبي، لم ينجح في الحصول على الحماية من يونس باشا أو نيشاني تاجي جعفر جلبي، كما فشل في محاولاته للحصول على رعاية سليم الأول. وفقًا للباحث الفرنسي فكتور لويس ميناج، كان في خدمة يونس باشا، وهو ما يبدو أكثر موثوقية.
إن مكانة مسيحى في ديوان الشعر العثماني هي مكانة الشاعر الموهوب والأصيل. لغته بسيطة وواضحة نسبيًّا، وأسلوبه خال من التكلف. إن وجود لمسة من اللهجة الروميلية هنا وهناك لها أهمية خاصة. لم تتم طباعة ديوان مسيحى الكامل على الرغم من حجمه الضئيل. توجد العديد من الدراسات النقدية حول أعماله. وقد ترجم ونشر قصيدة "مربع بحار " (قصيدة الربيع) المستشرق السير ويليام جونز ، وظلت لفترة طويلة القصيدة التركية الأكثر شهرة في أوروبا. وقد أصبح شهرنجزه مشهورًا وكان له العديد من المتابعين في هذا النوع الشعري. يُعتبر "ثالث أعظم شاعر عثماني وأعظم شاعر غنائي قبل الباقي".